# Pompa introitus honori serenissimi principis Ferdinandi Austriaci
Pompa introitus honori serenissimi principis Ferdinandi Austriaci... es un libro de 1641 en el que se describe la entrada solemne de Fernando de Austria en Amberes en 1635, como gobernador de Flandes. La obra posee además un gran valor artístico debido a sus láminas grabadas que reproducen las arquitecturas efímeras erigidas para la ocasión según diseño de Rubens.

## Historia
En 1633, el cardenal-infante don Fernando de Austria, hermano de Felipe IV había sido designado como gobernador de los Países Bajos. Antes de comenzar su mandato, el cardenal-infante había obtenido una importante victoria militar contra los franceses y junto a las tropas imperiales en la batalla de Nordlingen el 6 de septiembre de 1634. El 4 de noviembre de ese año entraría triunfalmente en Bruselas continuando la tradición de las Joyeuses Entrées, nombre que recibían las entradas solemnes de altos personajes en las ciudades de los Países Bajos. Con motivo de las entrées se celebraban festejos y se erigían importantes arquitecturas efímeras a lo largo del recorrido previsto.
En este contexto y ya como gobernador de los Países Bajos, en 1635, realizaría su joyeuse entrée en Amberes.  Estuvo organizada por distintos personajes relevantes de Amberes: Nicolaes Rockox, burgomaestre de la ciudad, Jean Gaspard Gevaerts, importante humanista y el famoso pintor Pedro Pablo Rubens.
La entrada contempló la construcción de cinco arcos triunfales, cuatro escenarios y un pórtico efímeros de carácter histórico y alegórico, con inscripciones latinas y en estilo barroco.
Desde este año hasta 1641 se trabaja en el libro, con grabados de Paulus Pontius y Theodor van Tulten, realizados a partir de los diseños de Rubens para las arquitecturas efímeras. Fue impreso por John Mersius

## Descripción
El libro cuenta con descripciones en latín. Las láminas se inician con los grabados de portada y una vista general de Amberes con ocasión de la entrada, seguida por grabados en que se muestran distintas arquitecturas efímeras:
- el Arcus Lusitani (en español, arco de los Portugueses), en sus partes anterior y posterior;
- el Arcus Philippei (en español, arco de Felipe [IV]), en sus partes anterior y posterior;
- el Porticus caesareo-austriaca (en español, pórtico cesáreo-austriaco);
- la  ἀποθέωσις Serenissima Principis Isabellae Clarae Eugeniae, Hispaniarum Infans, &c. (en español, apoteosis de la Serenísima Princesa Isabel Clara Eugenia, Infanta de España, etc.);
- el Arcus Ferdinandini (en español, Arco de Fernando);
- el Templum Iani (en español, Templo de Jano);
- el Arbor Genealogiae Austriacae (en español, árbol genealógico austríaco);
- el Mercurius Aviturensis;
- el Arcus Monetalis (en español, arco monetario);
- el Arcus a D. Michaelis (en español, el arco en la iglesia de San Miguel);

En medio de algunas de las arquitecturas se insertaban grabados en los que se detallaban las pinturas históricas que decoraban muchas de las arquitecturas efímeras. Posteriormente se incluían grabados de los fuegos artificiales lanzados en la ocasión, un plano-vista de Amberes. Se cierran los grabados, con uno mostrando el carro alegórico denominado Laurea Calloana.

## Galería

Ejemplos de los grabados de la obra
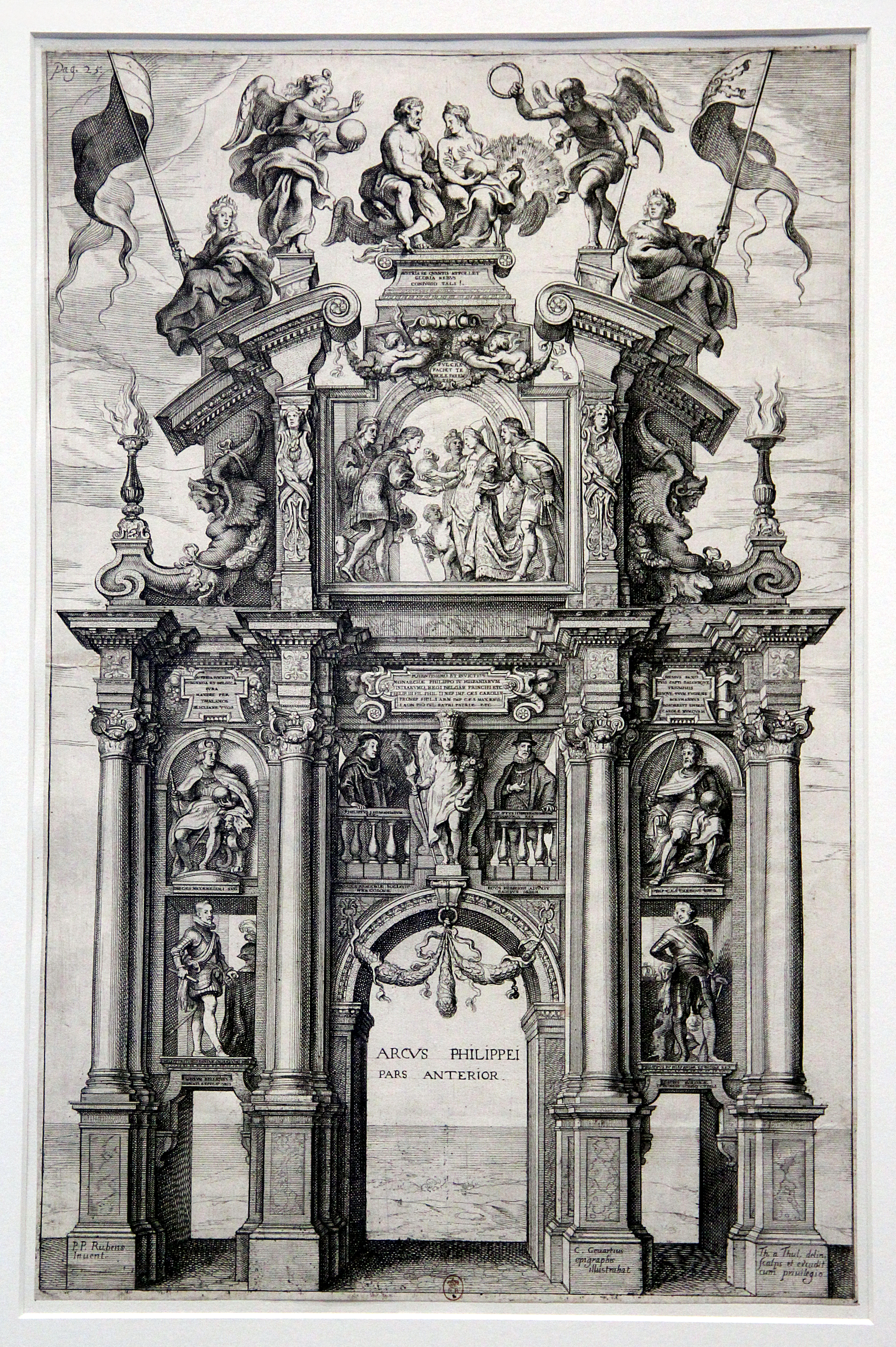
Parte anterior del Arcus Philippei (en español, arco de Felipe [IV])
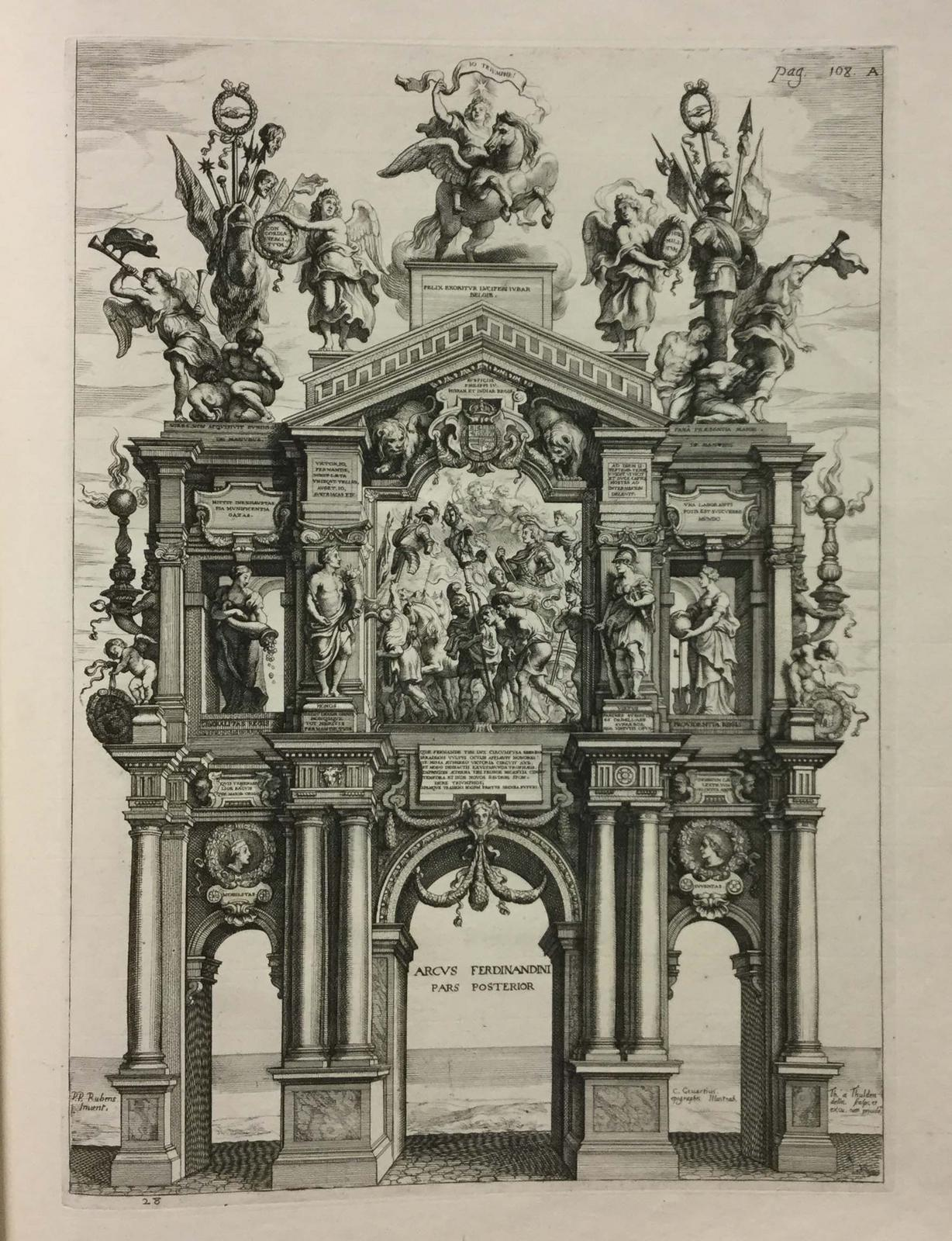
Parte posterior del Arcus Ferdinandini (en español, Arco de Fernando)
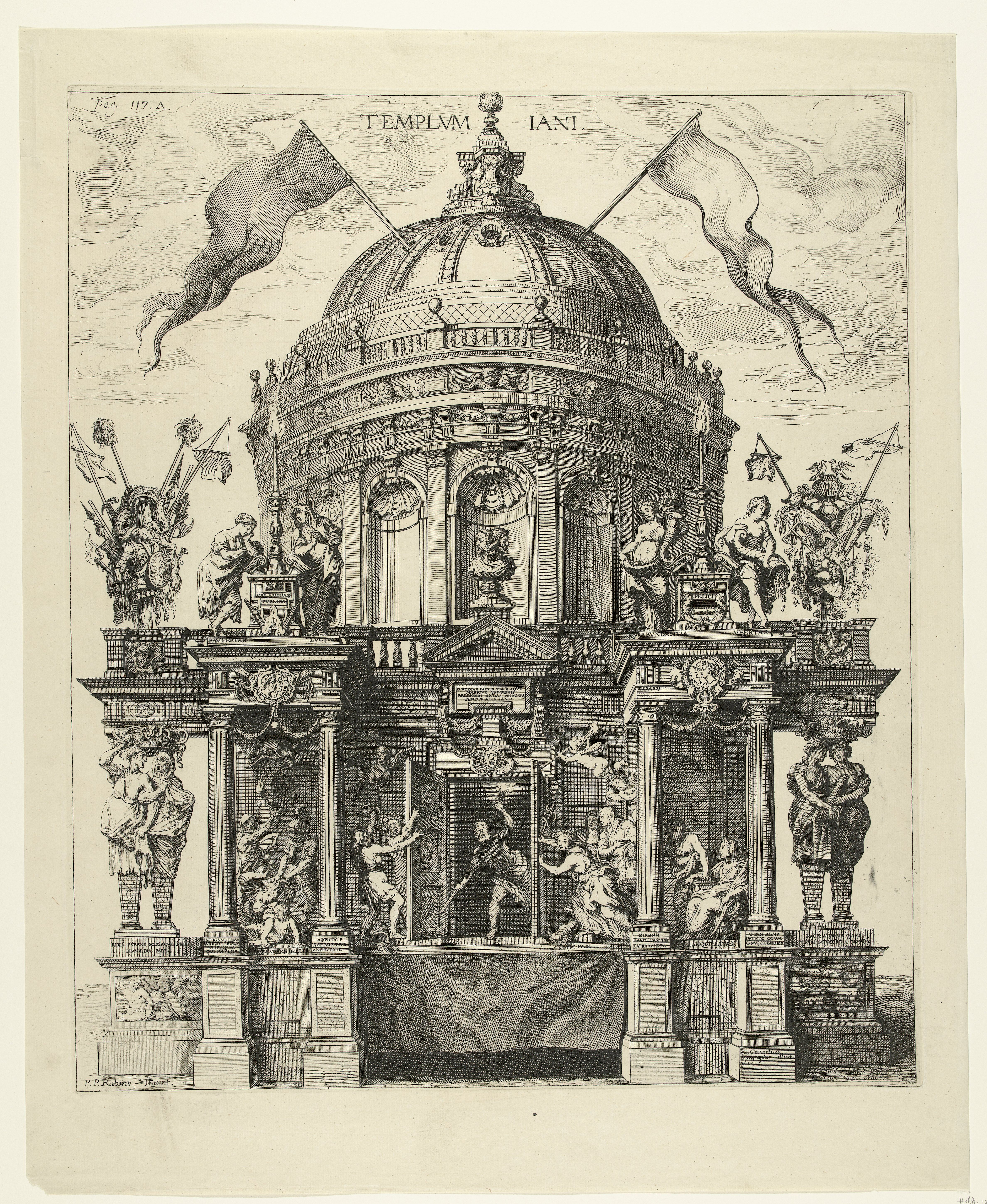
Templum Iani (en español, Templo de Jano);